# Лунна
Лу́нна — вантажна залізнична станція Лиманської дирекції Донецької залізниці.
Розташована у м. Добропілля, Покровський район, Донецької області на лінії Мерцалове — Лунна між станціями Економічна 2 км та Легендарна 27 км. У безпосередній близькості шахта «Алмазна».
Із 2007 р. пасажирське сполучення на даній ділянці припинене. Далі від станції існуюча ділянка слугує лише для транспортування промислових вантажів (вугілля тощо).